# قنبرخان چهاردهی
قنبر خان چهاردهی از مالکان، سرمایه داران و خیرین بزرگ گیلان به‌شمار می‌رفت که در لاهیجان سکونت داشت. از جمله املاک وی که مدتی خانه شخصی ایشان نیز بود می‌توان به ساختمان کنونی سازمان چای کشور در لاهیجان اشاره کرد. علاوه بر آن صاحب چند عمارت دیگر در کتشصت آبادان و چهارده و عمارتی در چهار خانه سر لاهیجان بود. به گفته مردم محلی وی مالک بیش از ۳۵۰۰ هکتار زمین در گیلان بوده‌است.

عمارت قنبر خان چهاردهی در لاهیجان که بعدها تبدیل به سازمان چای کشور ایران شد.

او کمک شایانی به اقتصاد مردم محلی می‌کرد. از جمله موقوفات و خدمات ایشان می‌توان به دبیرستان مهین در لاهیجان، دبستان فرهاد در چهارده، مسجد چهارده، بازارچه و کارخانه برنجکوبی چهارده، حمام چهارده، پاسگاه دریایی فرهاد در بندر کیاشهر، سّد قوام، پل کورکا، بزرگترین کارخانه چای گیلان در بازکیاگوراب به نام کارخانه قوام، کارخانه برنجکوبی مالفجان، اولین مدرسه دولتی لسکوکلایه و سرمایه‌گذاری در زورخانه لاهیجان اشاره کرد. وی همچنین تعداد زیادی جاده، پل و خانه برای رفاه روستاییان ساخته است.

## خانواده

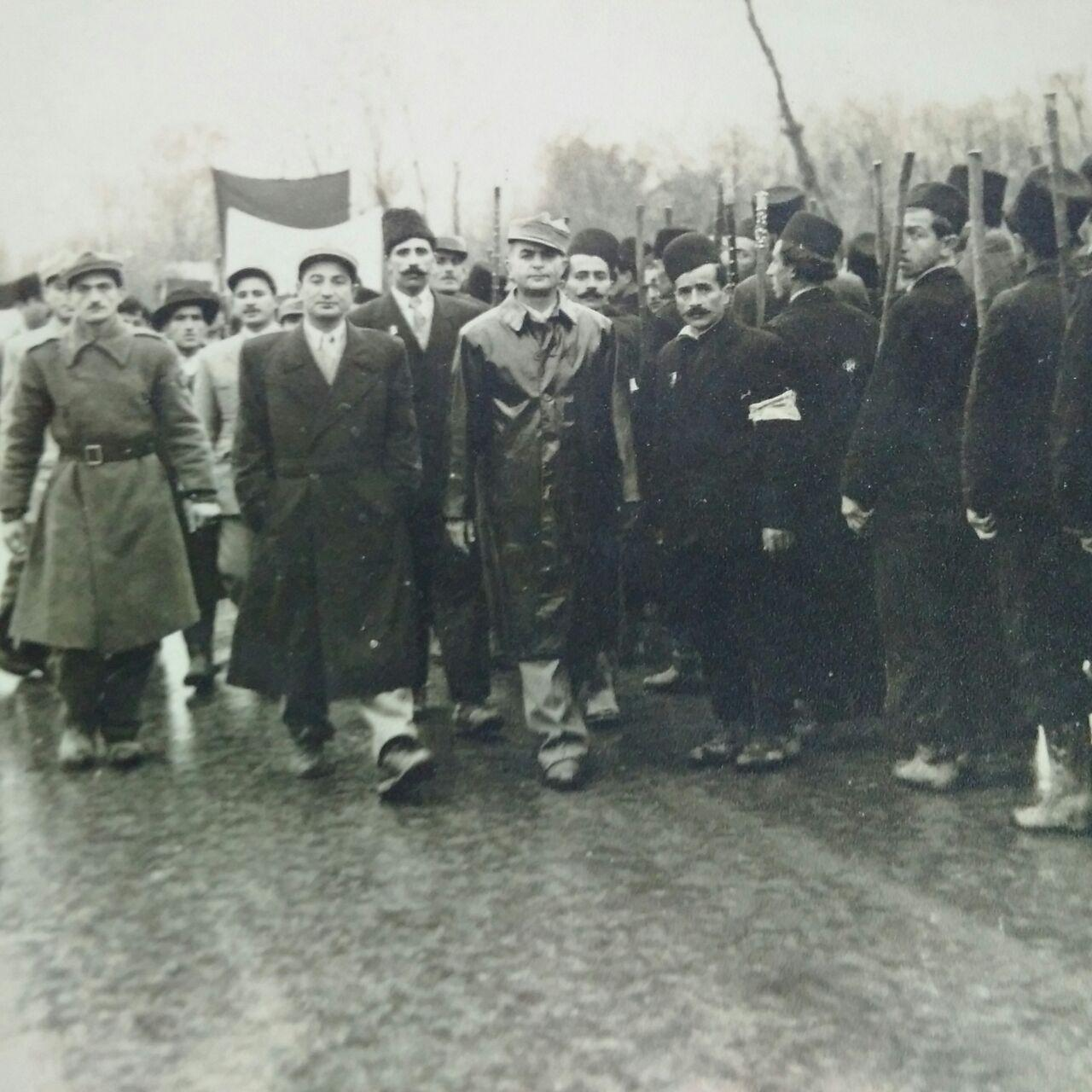
قنبر خان چهاردهی به همراهی عشایر چهاردهی.

قنبر خان چهاردهی پسر سرتیپ قنبر علی خان گرجی و برادر حاج اسماعیل خان چهاردهی معروف به حاجی خان از مالکان بزرگ گیلان می‌باشد.

## تبار
پدر قنبر خان چهادهی اهل گرجستان و جزء صد تن جنگجویی بود که در زمان جنبش مشروطه ایران از طرف کمیته سوسیال دموکرات قفقاز از سرزمین گرجستان برای کمک به مشروطه خواهان راهی تبریز شد و پس از ان برای همراهی مشروطه خواهان گیلانی به گیلان امده و بعد از پیروزی جنبش مشروطه، در گیلان اسکان یافتند.

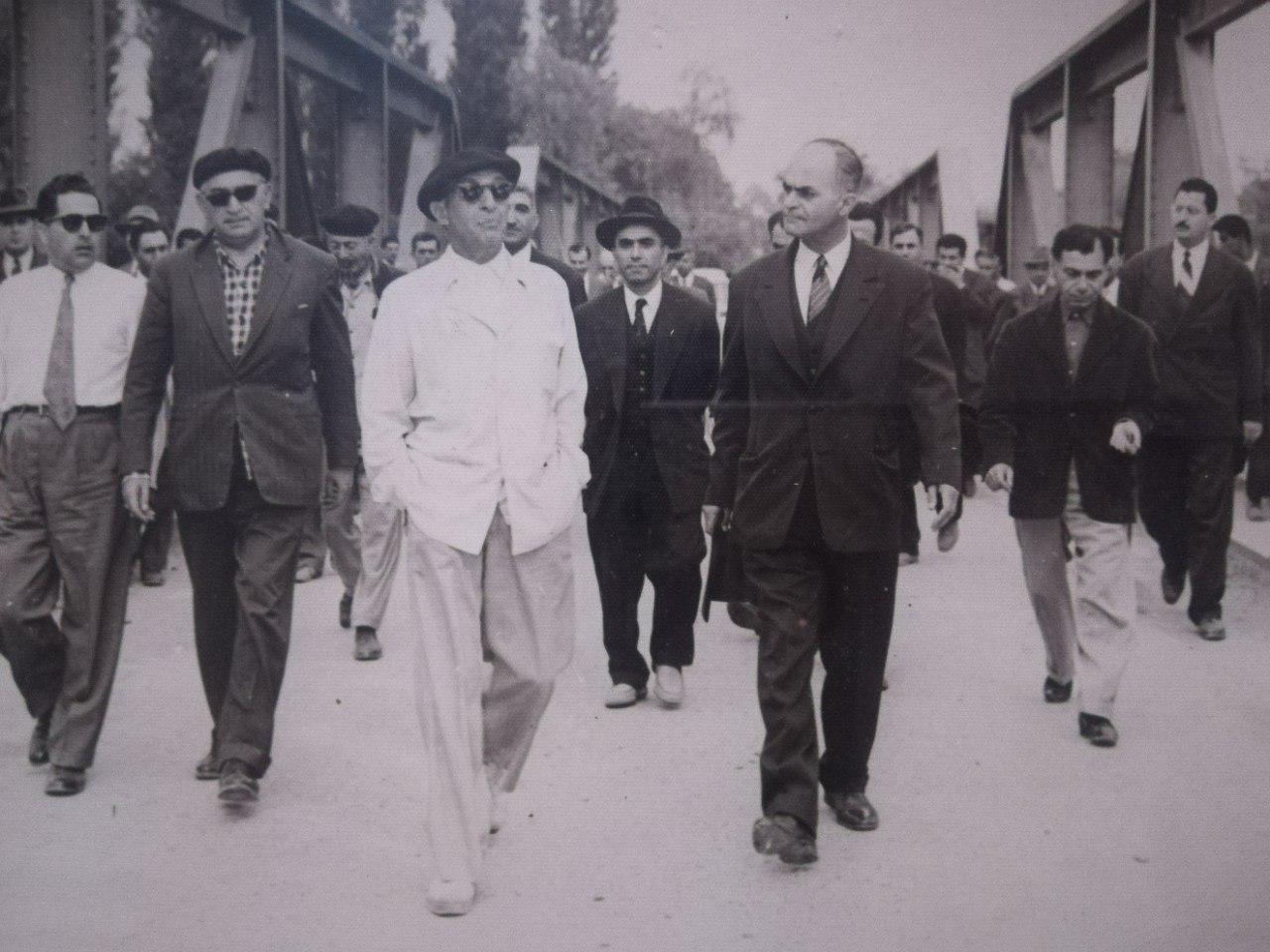
قنبر خان چهاردهی و ابوالحسن ابتهاج رئیس وقت سازمان برنامه و بودجه در‌حال بازبینی پروژه ساخت پل کورکا سفید رود.

## منابع

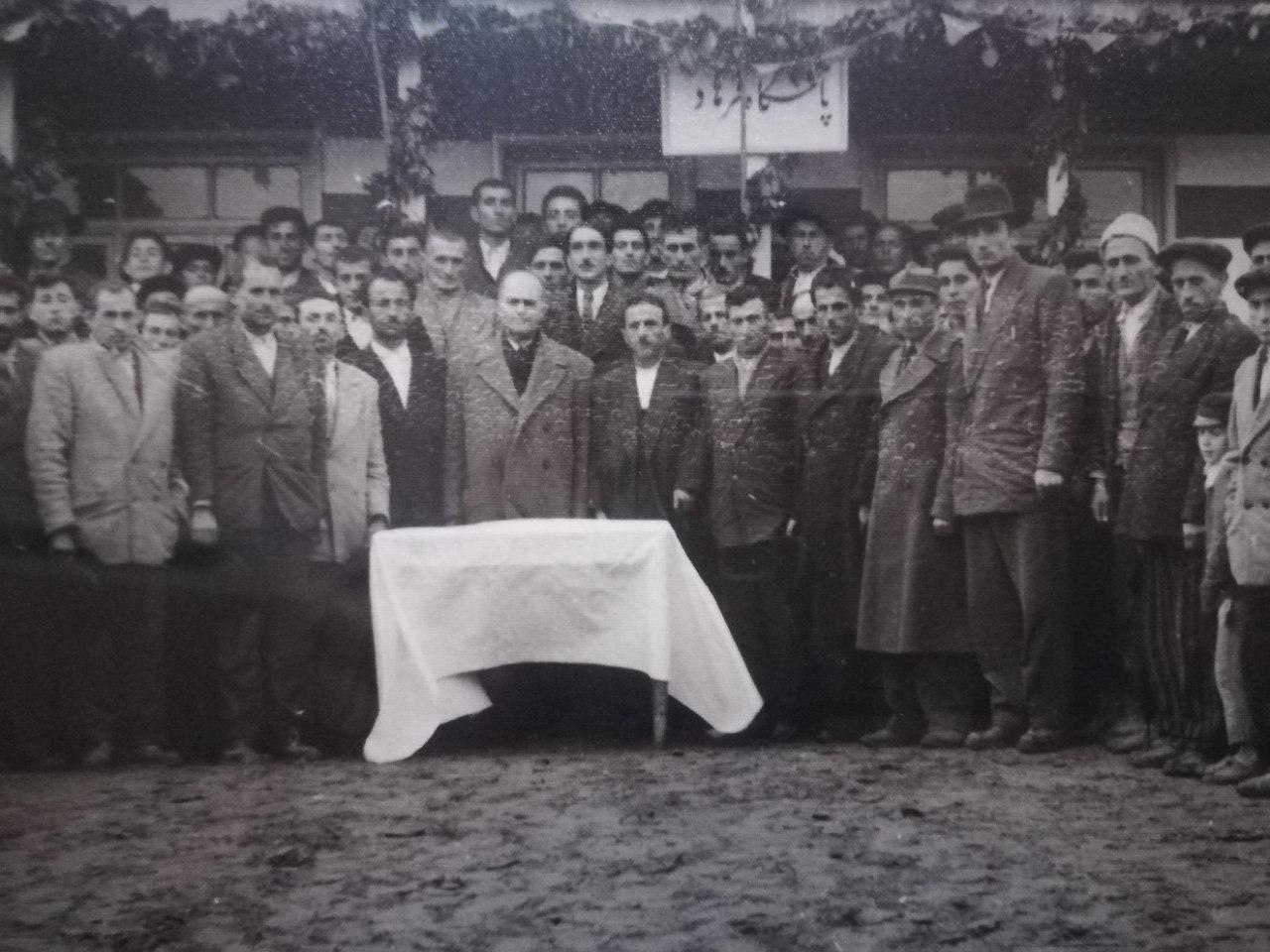
قنبر خان چهاردهی در افتتاحیه پاسگاه مرزی دریایی بندر کیاشهر که بنام پسرش فرهاد نامگذاری کرد.